# 대화 (당)
대화(大和, 827년 2월 ~ 835년)는 당나라(唐) 문종(文宗) 이앙(李昻)의 첫번째 연호이다. 8년 11개월 동안 사용하였다. 《자치통감》(資治通鑑)에서는 연호가 태화(太和)로 기록되어 있다.

## 개원
- 보력(寶曆) 3년 2월 13일[1](827년 3월 14일)에 연호를 대화(大和)로 개원함.[2][3][4][5]

- 대화(大和) 10년 1월 1일[6](836년 1월 22일)에 연호를 개성(開成)으로 개원함.[7][3][8][5]

## 연대 대조표
| 대화       | 원년       | 2년        | 3년        | 4년        | 5년        | 6년        | 7년        | 8년        | 9년        |
| 서기(西紀) | 827년      | 828년      | 829년      | 830년      | 831년      | 832년      | 833년      | 834년      | 835년      |
| 간지(干支) | 정미(丁未) | 무신(戊申) | 기유(己酉) | 경술(庚戌) | 신해(辛亥) | 임자(壬子) | 계축(癸丑) | 갑인(甲寅) | 을묘(乙卯) |

## 동시대 연호

### 한국
발해(渤海)
- 건흥(建興) (819년 ~ 830년)
- 함화(咸和) (831년 ~ 857년)

### 중국
남조(南詔)
- 보화(保和) (824년 ~ 839년)

토번(吐蕃)
- 이태(彝泰) (815년 ~ 838년)

### 일본
- 덴초(天長) (824년 ~ 834년)
- 조와(承和) (834년 ~ 848년)

## 같이 보기
- 다른 왕조의 같은 연호
  - 양오(楊吳) 대화(大和, 929년 ~ 935년)
  - 후 레 왕조(後黎朝) 다이호아(大和, 1443년 ~ 1453년)

- 중국의 연호 목록